# Mary Murdoch
Pour les articles homonymes, voir Murdoch.
Mary Charlotte Murdoch (26 septembre 1864 – 20 mars 1916) est une médecin et suffragiste d'origine écossaise. Elle est associée de longue date avec Kingston upon Hull, où elle est la première femme médecin, suffragiste et propriétaire de voiture.

## Enfance et formation
Murdoch naît le 26 septembre 1864 à Elgin, en Écosse, la plus jeune enfant de Jane (née Macdonald) et de William Murdoch. Son père est avocat. Elle est éduquée par des gouvernantes avant de fréquenter l'école Weston House, à Elgin. Elle fréquente ensuite la Manor Mount Girls' Collegiate School à Londres, après quoi elle suit des cours à Lausanne, en Suisse. Elle retourne à Elgin pour prendre soin de sa mère, veuve et invalide, décédée en 1887. C'est à cette époque qu'elle découvre ce qu'elle considère comme « l'amour de sa vie », la médecine. Son ambition est encouragée par le médecin de famille, le Dr Adams. Elle étudie pour devenir médecin à la London School of Medicine for Women, financée par l'argent que sa mère lui a laissé. À l'école, elle est conservatrice du musée. Elle termine ses études en Écosse et obtient son diplôme en 1892. 

## Carrière

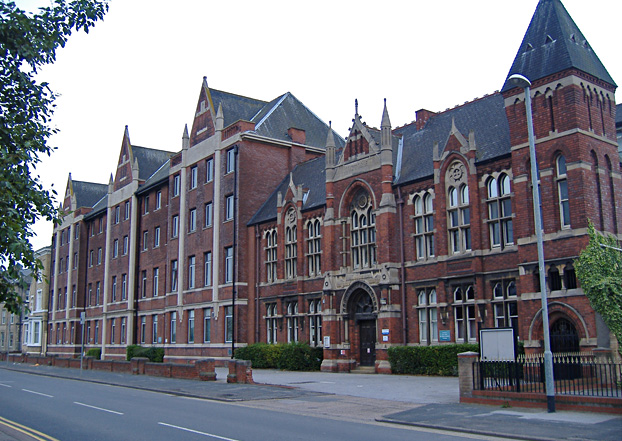
Hôpital Victoria pour enfants malades de Park Street, à Hull.

En 1893, elle commence son association avec Hull lorsqu'elle devient chirurgienne interne au Victoria Hospital for Sick Children (en), ouvert deux ans auparavant, sur Park Street. En 1894, elle rejoint la British Medical Association . Elle déménage pour travailler au Tottenham Fever Hospital (en) de Londres en 1895. Elle tombe malade et l'année suivante, elle est de retour à Hull en tant que première femme médecin généraliste de la ville. 
En 1900, elle emploie comme assistante la médecin nouvellement diplômée Louisa Martindale. Elles travaillent en étroite collaboration, pas seulement en tant que partenaires dans leur entreprise. En 1902, elles partent ensemble en vacances à vélo, visitant Vienne, Berlin et la Suisse. Elles sont en partenariat jusqu'en 1906. Lorsqu'elle écrit sa biographie, Martindale consacre un chapitre à leur vie commune. 
La carrière de Murdoch fait également l'objet d'une biographie de 1919 : « A woman doctor: Mary Murdoch of Hull » de Hope Malleson. L'annexe de ce livre cite Murdoch dans un discours qu'elle prononce devant les étudiants de la London School of Medicine for Women en 1904, disant qu'elle rêve d'un avenir dans lequel il serait considéré comme « l'une des barbarismes d'une époque révolue qu'un médecin aurait dû s'occuper d'une femme ». 

### Droit de vote
Murdoch fonde la Hull Women's Suffrage Society en 1904 et fait partie de la National Union of Women's Suffrage Societies (NUWSS) de Millicent Fawcett, mais elle se brouille avec le groupe après que l'organisme national décide de ne soutenir les méthodes militantes d'aucun militant. Murdoch rejoint la Women's Social and Political Union (WSPU) qui a des méthodes de plus en plus militantes. Elle est toujours très appréciée par Fawcett et, en 1911, elle est choisie comme représentante de Fawcett au Conseil international des femmes à Stockholm.

## Vie privée
Murdoch travaille dur, ne dormant que quatre ou cinq heures par nuit, mais elle s'amuse aussi. Elle est la première femme de Hull à posséder une voiture qu'elle conduit à grande vitesse. Une anecdote raconte comment six hommes ont dû remettre sa voiture sur la route après qu'elle a fait marche arrière dans une colline et que sa voiture a pris feu. Murdoch en plaisante ensuite avec son passager. 
Murdoch rejoint l'Église d'Angleterre en 1914.
Murdoch décède chez elle à Hull en 1916 après être revenue dans la neige après avoir consulté un patient d'urgence. Son cortège funèbre, qui attire des milliers de personnes en deuil, est mené par sa voiture. Elle est incinérée et son urne est déposée dans l'église Lady Chapel of All Saints à Hull. Des plaques commémoratives sont placées sur sa maison de Park Street et sur l'ancien hôpital Victoria. 

## Hommage
En mars 2021, une nouvelle passerelle est ouverte reliant la ville de Hull au front de mer de Princes Quay (en), à la marina et au marché aux fruits sur Castle Street, une route à deux voies également désignée A63. Le nom Murdoch's Connection est proposé par les élèves de la Newland School for Girls (en) à Newland, Hull ,,.